# Виноградов, Сергей Вячеславович
Сергей Вячеславович Виноградов (род. 17 декабря 1967, Салават, Башкирская АССР, РСФСР, СССР) — российский серийный убийца и насильник, совершивший серию из не менее 3 убийств девушек и женщин на территории Екатеринбурга в период с 5 марта 1994 по 29 февраля 1996 года. 2 жертвы Виноградова являлись несовершеннолетними девочками. В 1997 году он был приговорён к смертной казни, которая впоследствии была заменена ему на уголовное наказание в виде пожизненного лишения свободы. Исключительность делу Виноградова придает тот факт, что Сергей Виноградов в период совершения убийств работал старшим следователем прокуратуры Железнодорожного района Екатеринбурга и принимал участие в расследовании убийств, которые сам же и совершил.

## Биография

### Жизнь до убийств
Сергей Виноградов родился 17 декабря 1967 года в городе Салавате Башкирской АССР. Детство и юность провёл в социально благополучной обстановке. В школьные годы занимался спортом. По месту жительства и учёбы характеризовался крайне положительно. После окончания школы в мае 1986 года Виноградов был призван в Советскую армию. Военную службу он проходил в воздушно-десантных войсках. С ноября 1986 по май 1988 года он принимал участие в Афганской войне. Имел звание младшего сержанта и занимал должность мастера по ремонту вооружения. После демобилизации в 1989 году Сергей Виноградов поступил в Свердловский юридический институт, где изучал юриспруденцию. Будучи студентом 4 курса, 13 октября 1992 года Виноградов был принят на работу в прокуратуру Железнодорожного района Екатеринбурга, получив должность старшего следователя. Был женат. 7 марта 1994 года супруга родила Виноградову сына.

### Убийства
Первое убийство Сергей Виноградов совершил 5 марта 1994 года в доме № 16 в Трамвайном переулке на территории Екатеринбурга. Жертвой стала 37-летняя Наталья Котенкова и ее 15-летняя дочь Валентина. Сергей Виноградов был знаком с Котенковой, так как расследовал уголовное дело об убийстве её родной сестры Татьяны Каракуловой, которая была убита с особой жестокостью осенью 1993 года. В день убийства около 22.00 Виноградов, представившись работником милиции, пришел в квартиру Натальи Котенковой, которая страдала шизофренией. В ходе разговора с женщиной он предложил ей вступить с ним в половую связь, но она ответила ему отказом, после чего он избил её и задушил руками. С целью скрыть следы преступления Сергей Виноградов вошел в соседнюю комнату, где спали 15-летняя Валентина Котенкова и её подруга 17-летняя Юлия Саврасова, которая в тот вечер засиделась в гостях допоздна и решила переночевать у Котенковых. Войдя в комнату, Виноградов стянул Валентину Котенкову с кровати на пол и задушил. После совершения убийства Сергей Виноградов совершил с трупом девочки различные постмортальные манипуляции. В частности он разрезал всю одежду на теле Валентины Котенковой, трогал её за грудь, вводил свои пальцы во влагалище мёртвого тела и бил его ногами. После этого, угрожая ножом, Виноградов раздел и изнасиловал в естественной форме 17-летнюю Юлию Саврасову. После окончания полового акта он воткнул нож в спину Саврасовой, намереваясь её убить, однако девушка не только осталась в сознании после получения тяжёлого ножевого ранения, но и сумела вытащить его из раны на глазах Виноградова. Ему удалось отобрать нож из рук Саврасовой, после чего он неожиданно помог ей привести себя в порядок, одеться и вывел её из квартиры. Он проводил девушку несколько десятков метров по дороге в сторону её дома, после чего скрылся. Юлия Саврасова сумела добраться домой, где её встретили родители, которые оказали ей первую медицинскую помощь и обратились в милицию. Юлия Саврасова сумела выжить и дала показания сотрудникам правоохранительных органов. На основе ее показаний был составлен фоторобот подозреваемого, который очень хорошо соответствовал внешности Сергея Виноградова. Внешнее сходство между Виноградовым и подозреваемым было замечено еще в апреле 1994 года, однако следствие в конечном итоге решило не проводить проверку причастности Виноградова к совершению этих убийств. 
В феврале 1995 года Сергей Виноградов познакомился с Татьяной Зелениной, с которой у него в декабре того же года начались интимные отношения. 29 февраля 1996 года он явился к ней в гости. В тот момент Зелениной дома не оказалось. Виноградова встретила её дочь — 10 летняя Маша Щеброва, которая объяснила ему, где найти её мать, однако Виноградов не ушёл. Он совершил нападение на девочку, в ходе которого задушил её, после чего нанёс ей 9 ударов ножом в область грудной клетки и шеи. Убедившись, что девочка мертва, Виноградов покинул квартиру.

### Арест, следствие и суд
В ходе расследования убийства Маши Щебровой был найден свидетель Вячеслав Найф, который в день убийства находился в соседней квартире и видел Сергея Виноградова, входящего в квартиру Зелениной. Вячеслав Найф был знаком с Виноградовым, который ранее подвергал его допросу по другому уголовному делу. После этого начальник криминальной милиции РОВД Шамарин доложил совместно с заместителем прокуратуры железнодорожного района Екатеринбурга Сергеем Федоровичем сведения о возможной причастности Сергея Виноградова к убийствам прокурору железнодорожного района Владимиру Погосяну, который вечером 1 марта 1996 года вызвал к себе Сергея Виноградова. Во время разговора Погосян задал вопрос Виноградову о том, находился ли он в квартире Татьяны Зелениной в день убийства ее дочери Маши Щебровой. Сергей Виноградов растерялся и не смог сразу ответить на заданный вопрос, после чего был задержан как подозреваемый в совершении убийства Марии Щебровой, Натальи и Валентины Котенковых. На следующий день Виноградов написал явку с повинной и сознался в совершении 3 убийств и в изнасиловании 17-летней Юлии Саврасовой, после чего попытался совершить самоубийство, выбросившись из окна кабинета следователя со второго этажа на асфальт. При падении он получил черепно-мозговую травму, но остался в живых. Виноградов был доставлен в больницу, где ему была оказана медицинская помощь и назначен курс лечения. В конце 1996 года Сергей Виноградов по ходатайству его адвокатов был этапирован в психиатрическую клинику для проведения судебно-психиатрической экспертизы. По результатам экспертизы он был признан вменяемым, хотя у него и были диагностированы признаки парафилии. 17 марта 1997 года он предпринял вторую попытку самоубийства. Находясь в камере СИЗО, Виноградов с помощью остро заточенной пластины попытался перерезать себе горло. Он сильно повредил себе трахею и потерял много крови, однако вследствие своевременно оказанной медицинской помощи в Свердловской областной больнице сумел выжить. Судебный процесс открылся 31 марта 1997 года и прошел в закрытом режиме. Уголовное дело составило 5 томов. В ходе судебного процесса потерпевшими были признаны 6 человек и выслушаны 56 свидетелей. На судебных заседаниях Сергей Виноградов отказался от своих первоначальных показаний и заявил о своей невиновности. Жена и тёща пытались создать ему алиби на даты совершения убийств, но их свидетельства суд посчитал неубедительными и недостоверными. В конечном итоге Сергей Виноградов был признан виновным по всем инкриминируемым ему обвинениям, после чего Свердловский областной суд приговорил его к смертной казни. В качестве последнего слова Виноградов произнёс речь продолжительностью 2,5 часа, однако раскаяния в содеянном так и не выразил. После осуждения он направил кассационную жалобу в Верховный суд Российской Федерации, требуя отмены смертного приговора и назначения ему нового судебного разбирательства, однако жалоба была отклонена. В 1998 году в связи с принятием моратория на исполнение приговоров к смертной казни приговор Сергею Виноградову был заменён на пожизненное лишение свободы, после чего он был этапирован для отбытия наказания в исправительную колонию № 6 УФСИН России по Оренбургской области, более известной как «Чёрный дельфин». После 2002 года достоверных сведений о дальнейшей судьбе Сергея Виноградова нет.

## В массовой культуре
- Документальный фильм «Три звезды садиста» из цикла «Спецпроект Телевизионного Агентства Урала (ТАУ)» (1997)[1]
- Документальный фильм «Оборотень в мундире» из цикла «Следствие вели» (2014)

Сюжет фильма «Оборотень в мундире» основан на деле Сергея Виноградова, но многие события не соответствуют действительности. По сюжету все преступления Сергей Виноградов совершил в 1991 году, и на его психоэмоциональное состояние, помимо участия в Афганской войне, повлияла работа с серийным убийцей Николаем Фефиловым, в расследовании преступлений которого он якобы принимал участие. Однако в действительности Николай Фефилов был задушен сокамерником в СИЗО 30 августа 1988 года, а Сергей Виноградов был принят на работу следователем в прокуратуру лишь в конце 1992 года.